# Berbești (okręg Marmarosz)
Berbești – wieś w Rumunii, w okręgu Marmarosz, w gminie Giulești. W 2011 roku liczyła 1429 mieszkańców.